# バーバル・アリー・ハーン
バーバル・アリー・ハーン（Babar Ali Khan, 1772年 - 1810年4月28日）は、東インドのベンガル太守（在位：1793年 - 1810年）。アーザード・ウッダウラ（Azad ud-Daula）とも呼ばれる。

## 生涯
1772年、ベンガル太守ムバーラク・アリー・ハーンの長男として生まれた。
1793年9月6日、ムバーラク・アリー・ハーンが死亡したことにより、バーバル・アリー・ハーンが太守位を継承した。同月18日、この継承はイギリスに追認された。
1810年4月28日、バーバル・アリー・ハーンは死亡し、息子のザイヌッディーン・アリー・ハーンが太守位を継承した。